# Décines-Charpieu
Décines-Charpieu je vzhodno predmestje Lyona in občina v vzhodnoosrednjem francoskem departmaju Rhône regije Rona-Alpe. Leta 2019 je naselje imelo skoraj 30.000 prebivalcev.

## Geografija
Naselje se nahaja vzhodno od Lyona na meji z naravnim rezervatom Grand-Large.

## Administracija
Décines-Charpieu je sedež istoimenskega kantona, v katerega sta poleg njegove vključeni še občini Chassieu in Genas s 44.382 prebivalci. Kanton je sestavni del okrožja Lyon.

## Zgodovina
Občina Décines-Charpieu je bila do 29.decembra 1968 vključena v departma Isère, nato pa je bila z ustanovitvijo Grand Lyona dodeljena departmaju Rhône.

## Zanimivosti
- armenski spomenik na trgu Place de La Libération, postavljen 4. junija 1972 ob 50-i obletnici začetka armenskega genocida; v naselju Décines se nahaja številna armenska skupnost
  - cesta Rue du 24 Avril 1915 (nekdanja Rue Branly)
  - trg Place Stepanavan
- Menhir du Montaberlet, tudi Pierre-Fitte, zgodovinski spomenik
- bodoči stadion Olympique lyonnaisa, dokončan predvidoma v letu 2010

## Pobratena mesta
- Monsummano Terme (Italija),
- Stepanavan (Armenija).